# Рябоконь, Олег Всеволодович
Олег Всеволодович Рябоконь (24 сентября 1939, Ленинград — 6 января 2024, Санкт-Петербург) — советский и российский кинорежиссёр, сценарист, поэт-песенник, член Союза кинематографистов РФ, член Союза театральных деятелей РФ, доцент кафедры режиссуры СПбГИКиТ. Заслуженный деятель искусств Российской Федерации (1995).

## Биография
Родился 24 сентября 1939 года в Ленинграде. В 1961 году окончил Ленинградский военно-механический институт, а в 1972 году — актёрско-режиссёрское отделение при Ленинградском государственном институте театра, музыки и кинематографии (мастерская Рафаила Сусловича).
С 1971 года был режиссёром Главной редакции музыкальных программ Ленинградского телевидения, с 1979 года работал режиссёром на «Лентелефильме».
Являлся постановщиком многочисленных музыкальных фильмов и телеспектаклей, в которых зачастую звучат песни на его собственные стихи («Один за всех!», «А я иду»).
С 2008 года — мастер курса в Санкт-Петербургском государственном институте кино и телевидения (специальность — режиссура телевизионных программ).
Жил и работал в Ленинграде-Петербурге.
Скончался 6 января 2024 года на 85-м году жизни в своём доме в Санкт-Петербурге. Похоронен на Волковском кладбище.

## Семья
Мать — Евгения (Геня) Самуиловна Авербах, уроженка села Усая (ныне Ушачского района Витебской области).

## Фильмография

### Режиссёрские работы
- 1977 — «Лишний день в июне»
- 1979 — «А я иду» (короткометражный фильм-концерт)
- 1980 — «20 минут с „Песнярами“» (короткометражный фильм-концерт)
- 1980 — «Лесная сказка» (фильм-балет)
- 1981 — «Эзоп»
- 1982 — «Дом»
- 1983 — «Али-Баба и сорок разбойников»
- 1984 — «Перегон»
- 1985 — «Один за всех!»
- 1986 — «Прекрасная Елена»
- 1988 — «Физики» (по собственному сценарию)[10]
- 1990 — «Шаги императора»
- 1992 — «Киммерийский затворник. Максимилиан Волошин» (документальный фильм, 2 серии; по собственному сценарию)

### Тексты песен
- «Олимпийская надежда» (автор музыки Михаил Боярский), исполнитель Михаил Боярский
- «Снимается кино» (автор музыки Анатолий Кальварский), исполнитель Михаил Боярский (позднее, в фильме «Один за всех!» эту песню перепел Николай Караченцов)[11].